# Hawker Hurricane
Hawker Hurricane – brytyjski samolot myśliwski, jednomiejscowy, jednosilnikowy dolnopłat o konstrukcji metalowej z częściowo płóciennym pokryciem, zaprojektowany i produkowany przez firmę Hawker Aircraft. Używany na wielu frontach II wojny światowej, odegrał znaczącą rolę podczas bitwy o Anglię. Produkowany w wielu wersjach uzbrojenia i z różnymi jednostkami napędowymi. Do zakończenia produkcji w 1944 roku wyprodukowano ponad 14 tysięcy egzemplarzy wszystkich wersji lądowych Hurricane i morskich Sea Hurricane, przystosowanych do działania z pokładów lotniskowców.

## Historia
W 1931 roku do służby w brytyjskich siłach powietrznych Royal Air Force wszedł szybki myśliwiec dwupłatowy Hawker Fury, napędzany silnikiem rzędowym, dającym mu prędkość 333 km/h i smukłą sylwetkę, zaprojektowany w zakładach Hawker pod kierownictwem ich generalnego konstruktora Sydneya Camma. Gwałtowny postęp techniczny w latach 30. spowodował jednak potrzebę wprowadzania samolotów o lepszych osiągach, aby sprostać konstrukcjom powstającym w innych krajach. Już w 1930 roku Ministerstwo Lotnicze (Air Ministry) ogłosiło specyfikację F.7/30 na nowy myśliwiec przekraczający prędkość 250 mil/h (400 km/h). Zadanie to okazało się trudne i dopiero w 1935 roku zaakceptowano do produkcji dwupłatowy myśliwiec Gloster Gladiator. Sydney Camm jednak już od 1933 roku zaczął zwracać uwagę Ministerstwa na celowość skonstruowania myśliwca jednopłatowego, opartego na konstrukcji Fury; podjął też wówczas wstępne prace projektowe.
W maju 1934 Ministerstwo Lotnicze ogłosiło specyfikację F.5/34, dotyczącą konstrukcji jednopłatowego myśliwca o prędkości 300 mil/h (483 km/h) i uzbrojeniu w 6–8 karabinów maszynowych. Jako napęd samolotu Camm wybrał nowo opracowywany silnik widlasty Rolls-Royce PV-12 (późniejszy Merlin). W sierpniu 1934 projekt wstępny zaprezentowano Ministerstwu Lotniczemu, co doprowadziło do wydania szczegółowej specyfikacji F.6/34, odpowiadającej konstrukcji Hawkera. 4 września 1934 wytwórnia formalnie zgłosiła swój projekt, pod oznaczeniem F.36/34. 18 lutego 1935 lotnictwo zamówiło budowę nieuzbrojonego prototypu, o numerze fabrycznym K5083. Jako uzbrojenie przewidziano osiem amerykańskich karabinów maszynowych Browning umieszczonych w skrzydłach, które miały być produkowane na licencji w celu zastąpienia podatnych na zacięcia Vickersów, typowych dla wcześniejszych brytyjskich samolotów. Prototyp samolotu został oblatany 6 listopada 1935 w Brooklands (pilot George Bulman). Oblot nowoczesnego myśliwca starano się utrzymywać w tajemnicy, nie informując o nim prasy. Pod względem konstrukcji i sylwetki prototyp nie odbiegał od późniejszych maszyn seryjnych, w których wprowadzono drobne modyfikacje, w tym wzmocniono osłonę kabiny. Prototyp był napędzany silnikiem Merlin C o mocy 990 KM. Od 5 marca 1936 roku lotnictwo prowadziło badania samolotu w locie w Martlesham Heath. Podczas prób prototyp osiągnął maksymalną prędkość 507 km/h (315 mph). 27 czerwca 1936 roku samolot otrzymał nazwę Hurricane (z ang. huragan) i został zaprezentowany publicznie w Hendon.
Pierwotnie napęd seryjnych samolotów miał stanowić silnik Merlin I, lecz firma Rolls-Royce opracowała ulepszony model Merlin II o mocy 1030 KM, który zaadaptowano do napędu zarówno Hurricane'a, jak i Spitfire'a. Rodzina silników na wczesnym etapie rozwoju stwarzała problemy, lecz została dopracowana do czasu uruchomienia produkcji. Wprowadzony do produkcji płatowiec był technologicznie przestarzały ze względu na konstrukcję kadłuba, bazującą na kratownicy z rur stalowych, zastosowanie tradycyjnych połączeń mechanicznych, takich jak przy produkcji dwupłatowców, zamiast nowocześniejszego spawania, oraz płócienne pokrycie skrzydeł i tylnej części kadłuba (od stycznia 1939 roku skrzydła kryto blachą aluminiową). Produkowany równolegle Supermarine Spitfire był samolotem bardziej nowoczesnym, mając całkowicie metalową konstrukcję półskorupową, lżejszą i mocniejszą od zastosowanej w Hurricane, za to mniej odporną na uszkodzenia pociskami. Polska w 1939 roku zamówiła 14 takich samolotów, jeden z nich dopłynął do Gdyni 26 sierpnia 1939 roku, jednak brytyjski kapitan statku dostał rozkaz przepłynięcia na wody neutralne.
Pomimo przewagi Spitfire’a, Hurricane, ze względu na prostotę budowy, nieskomplikowany proces technologiczny i łatwiejszą obsługę przez personel naziemny, został w 1936 roku skierowany do produkcji. Przygotowania do produkcji samolotu, obejmujące przeniesienie produkcji starszych typów do innych zakładów, Hawker podjął jeszcze przed uzyskaniem zamówień. Pierwsze zamówienie na 600 myśliwców lotnictwo złożyło 4 czerwca 1936 roku. Podczas II wojny światowej pojawiły się dalsze zamówienia, jako pierwsze na 300 sztuk w 1939 roku.
Większość Hurricane’ów powstała w wytwórni Hawker Aircraft, następnie w zakładach Gloster Aircraft, a firma Austin Motor Company wyprodukowała 300 maszyn tego typu. W późniejszych latach produkcja została przeniesiona do zakładów Canadian Car & Foundry Corp w Kanadzie.

## Wersje samolotu Hurricane

### Hurricane Mk I

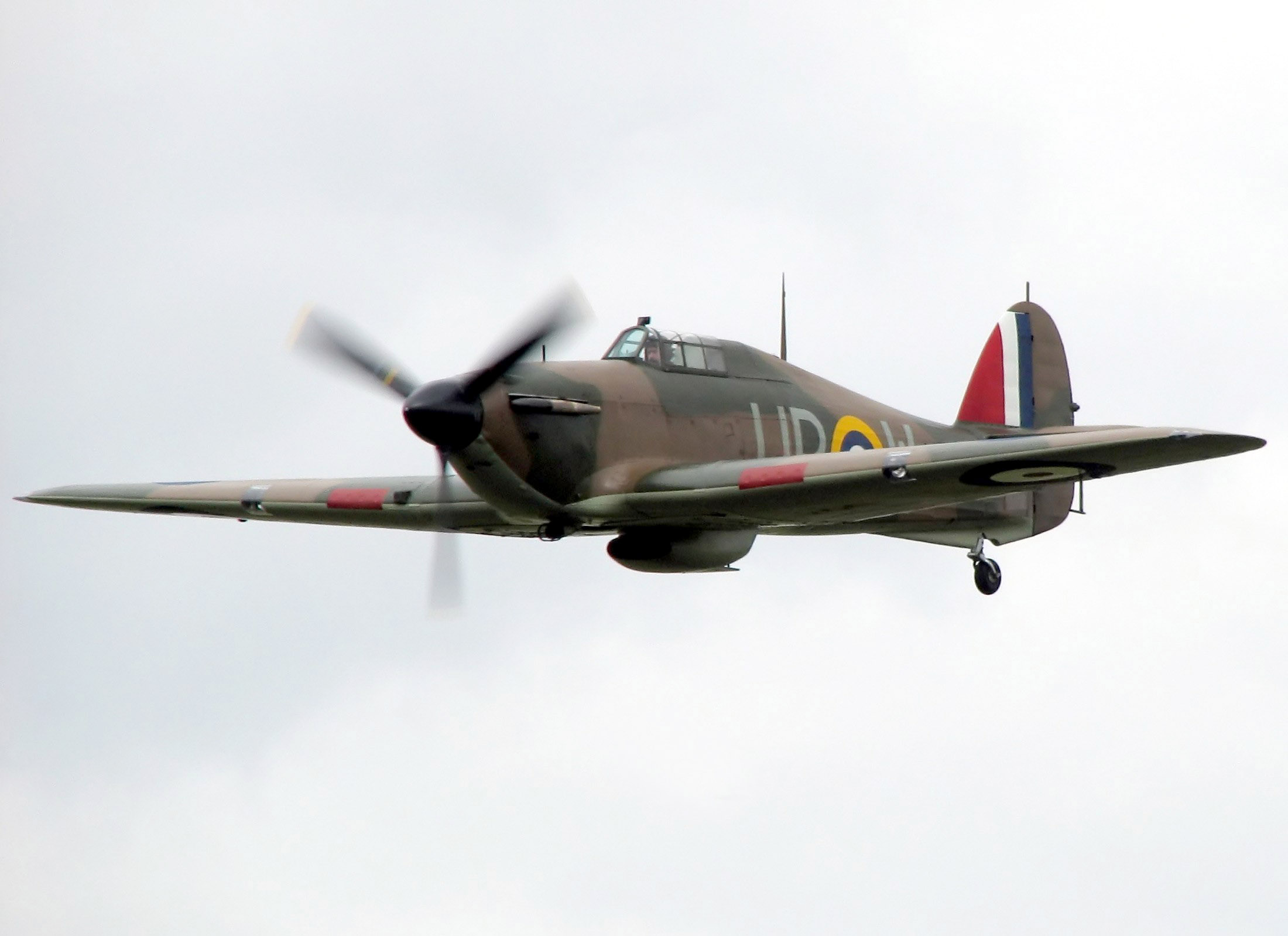
Hurricane Mk I

Oblot pierwszego seryjnego myśliwca wersji Mark I (Mk I) miał miejsce 12 października 1937 roku. Już w grudniu 1937 roku samoloty te otrzymał, jako pierwszy w RAF, 111. dywizjon. Napęd pierwszych seryjnych maszyn stanowił  silnik Rolls-Royce Merlin Mk II o mocy startowej 890 KM przy 2850 obr./min na wysokości 0 m oraz mocy maksymalnej 1030 KM przy prędkości obrotowej 3000 obr./min na wysokości 5000 m. Uzbrojenie strzeleckie stanowiło osiem karabinów maszynowych Browning kalibru .303 (7,7 mm). Samoloty pierwszej serii miały zewnętrzne części skrzydeł kryte płótnem, oraz wyposażone były w dwułopatowe drewniane śmigło o stałym skoku Watts Z.38 o średnicy 3,43 m. Samoloty nie posiadały opancerzenia ani samouszczelniających się zbiorników paliwa. W toku produkcji wprowadzono szereg ulepszeń, nie zmieniając mimo to oznaczenia wersji. I tak, już od 1939 r. zaczęto produkować myśliwce z nieco powiększoną powierzchnią steru kierunku (wprowadzono małą płetwę podkadłubową przed i za stałym kółkiem ogonowym, które wprowadzono w miejsce chowanego), przeprojektowano przednią część kadłuba. Wprowadzono nowe kolektory spalin z dyszami skierowanymi do tyłu, powodującymi przyrost prędkości o 3 km/h dzięki efektowi odrzutu. W połowie 1940 roku zmieniono kształt wiatrochronu, dodając płytę ze szkła kuloodpornego, opancerzono także kokpit, dodając przed pilotem płytę pancerną. Wreszcie, stopniowo, w tym samym roku, zaczęto montować na Hurricane’ach, zarówno w toku bieżącej produkcji, jak i podczas okresowych remontów, nowe skrzydła o konstrukcji półskorupowej w miejsce metalowych pokrytych płótnem.
Od września 1939 r. zaczęto montować w myśliwcach Hawkera nowe silniki Rolls-Royce Merlin III o mocy 1310 KM. Już od stycznia 1939 roku zmianie uległo dwułopatowe śmigło na przestawialne w locie (dwupozycyjne) śmigło trzyłopatowe de Havilland Hamilton Type 5/31 o średnicy 3,28 m, a nieco później śmigło o automatycznej zmianie skoku Rotol o średnicy 3,25 m. Przejściowo, od końca 1939 roku, stosowano także śmigła Rotol z większym kołpakiem, adaptowanym z myśliwca Spitfire. Od 1940 r. zaczęto wyposażać myśliwce w nowe celowniki odblaskowe typu GM-2. Poprzednio stosowano proste przyrządy celownicze z muszką kołową.
Na początku II wojny światowej RAF posiadał około 500 egzemplarzy samolotów Hurricane Mk I, które stały się podstawowymi maszynami brytyjskiego lotnictwa myśliwskiego podczas bitwy o Francję i bitwy o Anglię. Na tym typie samolotu latał pierwszy aliancki as myśliwski, Edgar „Cobber” Kain.
Chociaż Hurricane był mało nowoczesną konstrukcją, to pozostawał bardzo wartościową maszyną, zdolną stawić czoła Messerschmittom Bf 109 stanowiącym trzon niemieckiego lotnictwa myśliwskiego. Ustępował najbardziej rozpowszechnionym w 1940 roku Bf 109E prędkością maksymalną o ok. 50 km/h, lecz był zwrotniejszy i uważany był za łatwy w pilotażu. Główną zaletą Hurricane’ów był bardzo dobry silnik Rolls-Royce, ten sam który napędzał myśliwiec Supermarine Spitfire. Sprężarka tej jednostki napędowej pozwalała na osiągnięcie na niższym pułapie większej mocy od silnika Daimler-Benz DB 601, w który wyposażone były Messerschmitty Bf 109, chociaż powyżej 5000 metrów DB 601A-1 miał podobne parametry jak Merlin III i XII.
Podczas bitwy o Anglię skierowano Hurricane’y do walki przeciwko bombowcom, a zadanie walki z myśliwcami wroga powierzono maszynom Spitfire. Dni Hurricane’ów w roli typowych myśliwców były już jednak policzone. Pod koniec bitwy o Anglię w 1940 roku fabryki zbrojeniowe były w stanie dostarczać wystarczającą liczbę Spitfire’ów, aby wyposażyć w nie wszystkie dywizjony myśliwskie, dlatego Hurricane’y zaczęto stopniowo przeznaczać do zadań szturmowych. Ponadto po wdrożeniu Spitfire’ów do produkcji seryjnej okazało się, że te całkowicie metalowe samoloty mogą być wytwarzane szybciej, niż Hurricane’y o konstrukcji mieszanej.

### Hurricane Mk II

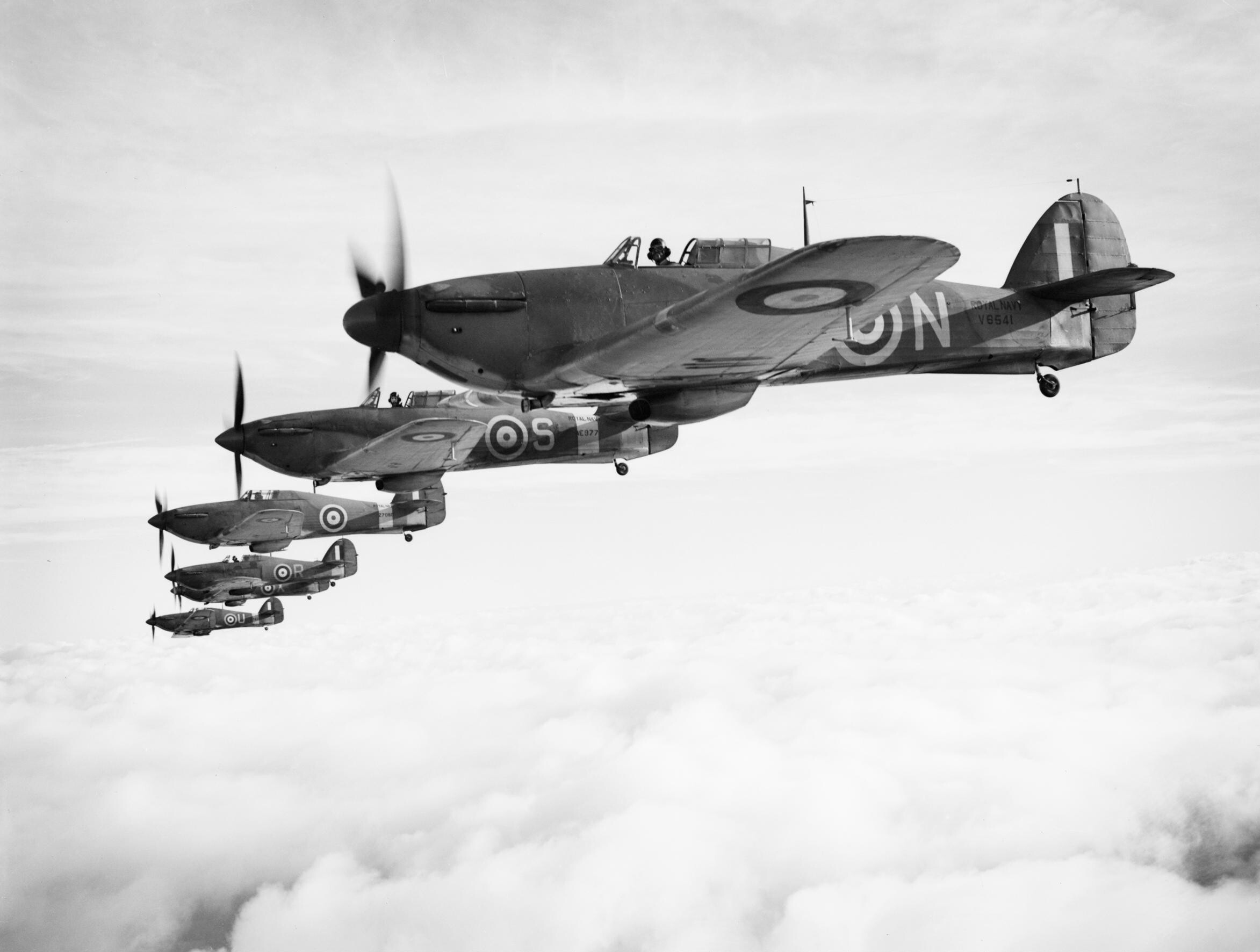
Sea Hurricane’y Mk IB w formacji, grudzień 1941 roku

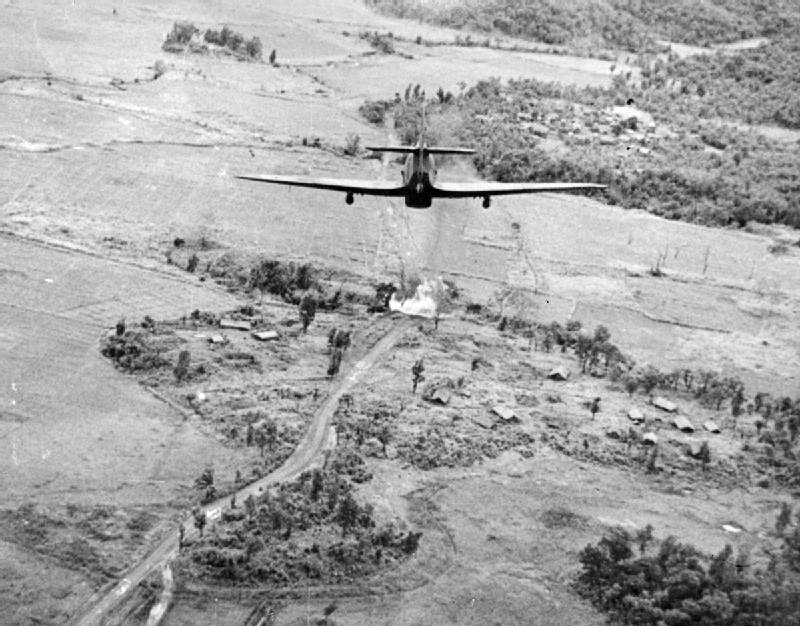
Hawker Hurricane Mark IIC podczas ataku na most w Birmie, maj 1944 roku

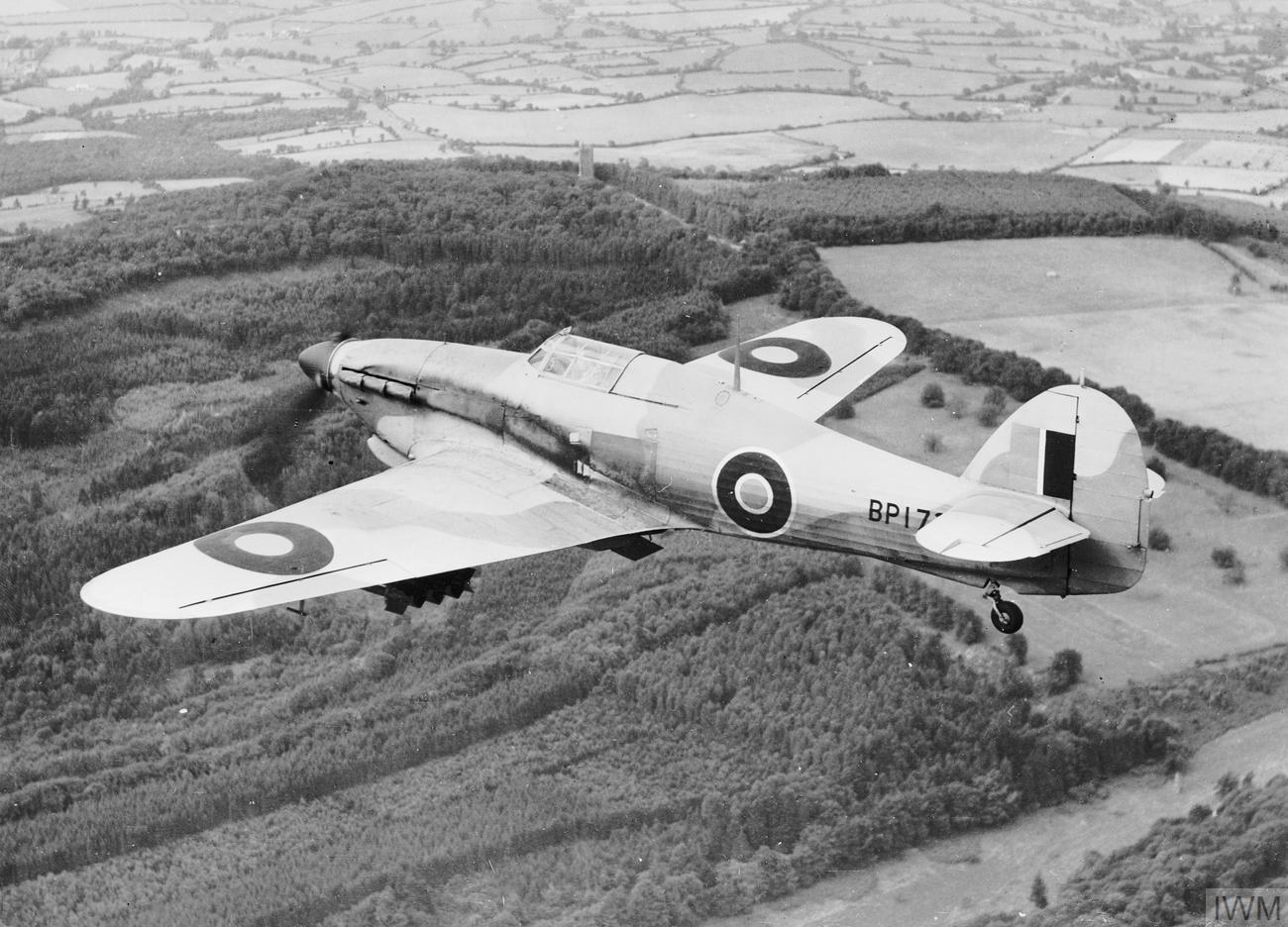
Hawker Hurricane Mk IV uzbrojony w rakiety RP-3, sierpień 1945 roku

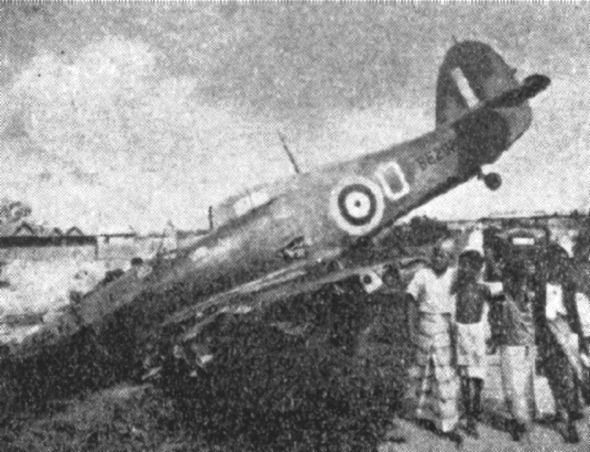
Hawker Hurricane Mk II należący do 232. Dywizjonu RAF zestrzelony 8 lutego 1942 roku podczas bitwy o Singapur

Firma Rolls-Royce cały czas ulepszała swój silnik Merlin i już na początku wojny w 1940 roku rozpoczęto produkcję nowszego modelu Merlin XX. Nowa jednostka napędowa była wyposażona w dwubiegową sprężarkę, umożliwiającą zmianę prędkości obrotowej (biegu) przez pilota w zależności od pułapu lotu. Na pułapie powyżej 5500 metrów należało przestawić sprężarkę na wyższy bieg i pełne doładowanie („FS ratio” – Full Supercharge), a na mniejszych pułapach na wolniejsze obroty średniego doładowania („MS ratio” – Moderate Supercharge), dzięki czemu mniejsza moc silnika była potrzebna do jej napędzania. Dzięki zastosowaniu takiego rozwiązania znacznie polepszyły się parametry samolotu na wyższym pułapie, umożliwiając osiągnięcie chwilowej mocy silnika na poziomie 1280 KM (954 kW).
Chociaż wzrastała produkcja myśliwców Spitfire, postanowiono zainstalować silnik Merlin XX także w samolocie Hurricane. Maszyna została oblatana 11 czerwca 1940 roku, po czym weszła do uzbrojenia pod oznaczeniem Hurricane Mk II. Pierwsze trafiły do jednostek w listopadzie 1940 roku. Prędkość maksymalna samolotu sięgnęła 545 km/h na wysokości 6706 m. Brak było większych zmian w konstrukcji samolotu, jedynie nowy silnik wymusił nieznaczne wydłużenie nosa kadłuba o 25 cm. Ponadto zastosowano nowe śmigło o nieco lepszych parametrach. Pierwszą odmianą produkcyjną była Mk IIA, której wyprodukowano tylko 451 sztuk, przy czym większość maszyn należała do pierwszej serii (Series I), z takim samym płatem i uzbrojeniem  w osiem karabinów maszynowych Browning jak Mk I. Wprowadzono następnie wersję oznaczoną jako Mk IIA Series II, z uniwersalnym  skrzydłem (universal wing), z możliwością podwieszenia dodatkowych zbiorników paliwa, bomb lub niekierowanych pocisków rakietowych. Wersja ta została szybko zastąpiona w produkcji przez Mk IIB z uzbrojeniem zwiększonym do 12 karabinów maszynowych w skrzydłach. Samoloty tej wersji zaczęły trafiać do jednostek od lutego 1941 roku, stając się do połowy roku podstawową wersją myśliwską, wyprodukowaną w liczbie 2829 sztuk. 
Firma Hawker prowadziła badania nad ulepszeniem uzbrojenia strzeleckiego przez wprowadzenie działek. Pierwsze próby polegały na zamontowaniu dwóch działek automatycznych Oerlikon kalibru 20 mm w gondolach pod skrzydłami, ale ze względu na zbyt małą pojemność magazynków bębnowych zrezygnowano z tego rozwiązania. Kolejną próbę podjęto montując cztery działka Hispano Mk II kalibru 20 mm, po dwa w każdym skrzydle, ale masa takiego zestawu znacząco obniżała parametry samolotu. Dopiero wprowadzenie silnika Merlin XX zapewniającego odpowiednie osiągi przy obciążeniu czterema działkami umożliwiło wprowadzenie wersji z działkami.
Od kwietnia 1941 roku zaczęła wchodzić na uzbrojenie wersja Mk IIC uzbrojona w cztery działka 20 mm Hispano w nieznacznie zmodyfikowanych skrzydłach. Samoloty tych wersji były zdolne do przenoszenia dwóch 113 kg bomb, a od końca 1941 roku dwóch 226 kg bomb, lub dodatkowych zbiorników paliwa o pojemności po 200 litrów (44 galony). Zmieniło się również zastosowanie maszyn, które zwłaszcza w wersji z działkami miały wykonywać zadania myśliwsko-bombowe, dlatego nazywano je potocznie: Hurribomber. Pierwszy raz użyto ich do misji myśliwsko-bombowej nad Francją 30 października 1941 roku. Łącznie z przebudowanymi egzemplarzami modeli A i B, zbudowano 4711 samolotów Mk IIC, co czyniło ją najliczniejszą odmianą Hurricane’a.
Samoloty Hurricane Mk II używane do zadań wsparcia z powietrza, walki z czołgami, w warunkach gdy bombardowanie było prawie niemożliwe, okazały się zbyt słabo uzbrojone. Rozwiązaniem okazały się dwa działka kalibru 40 mm i dwa karabiny maszynowe Browning używane do oznaczania celu dla działek.
Taką konfigurację uzbrojenia przetestowano po raz pierwszy na przebudowanej maszynie Mk IIB, wykonując pierwszy lot 18 września 1941 roku. Na tej podstawie zbudowano na początku 1942 roku samolot Hurricane Mk IID wyposażony dodatkowo w opancerzenie kabiny pilota, chłodnicy i silnika. Uzbrojenie stanowiły działka Rolls-Royce z zapasem 12 sztuk amunicji, które wkrótce zamieniono na działka Vickers S z zapasem 15 sztuk amunicji. Używane były od lata 1942 roku, głównie na Bliskim Wschodzie. Wyprodukowano ich 296 sztuk.
Wkrótce wprowadzono kolejną modyfikację skrzydeł o uniwersalnej konstrukcji, umożliwiającej montowanie różnego uzbrojenia, oznaczając nową wersję samolotu początkowo jako Hurricane Mk IIE, jednak po dostarczeniu pierwszych 270 maszyn, ze względu na duży zakres zmian, zmieniono oznaczenie na Mk IV.

### Hurricane Mk III
Wersja Mk III samolotu Hurricane miała różnić się od wersji Mk II silnikiem Merlin budowanym przez wytwórnię Packard, który próbowano zastosować zamiast oryginalnego, którego dostawy były niewystarczające. Ze względu na zwiększenie produkcji silników w firmie Rolls-Royce, zaniechano jednak tej modyfikacji.

### Hurricane Mk IV
Ostatnia wersja samolotu, w której zastosowano poważne zmiany konstrukcyjne. Modyfikacji uległy skrzydła – wprowadzono możliwość przenoszenia dwóch bomb, dwóch działek Vickers S kalibru 40 mm lub ośmiu pocisków rakietowych RP-3. Zmieniono również jednostkę napędową na mocniejszą Merlin 24 lub Merlin 27 o mocy 1620 KM (1208 kW) wyposażoną w filtr przeciwpyłowy do działań w warunkach pustynnych.
Samoloty Hurricane Mk IV były używane podczas walk w Europie do początku 1944 roku, kiedy zastąpiono je nowocześniejszymi Hawker Typhoon. Powodem wymiany maszyn były zbyt niskie osiągi Hurricane’ów przy przenoszeniu pocisków rakietowych i związane z tym duże niebezpieczeństwo zestrzelenia przez artylerię przeciwlotniczą wolno latających maszyn.

### Hurricane Mk V
Dwa samoloty Hurricane Mk V powstały po przebudowie maszyn Mk IV, wyposażonych w silnik Merlin 32 napędzający czterołopatowe śmigło. Ze względu na zastąpienie Hurricane’ów w roli samolotów szturmowych przez maszyny Hawker Typhoon, produkcję zakończono i wycofano je z linii.
Samoloty Hurricane mimo wycofania ze służby w Europie, pełniły nadal rolę myśliwców na Bliskim i Dalekim Wschodzie. Maszyny tego typu odegrały również znaczącą rolę podczas obrony Malty.

### Sea Hurricane Mk IA

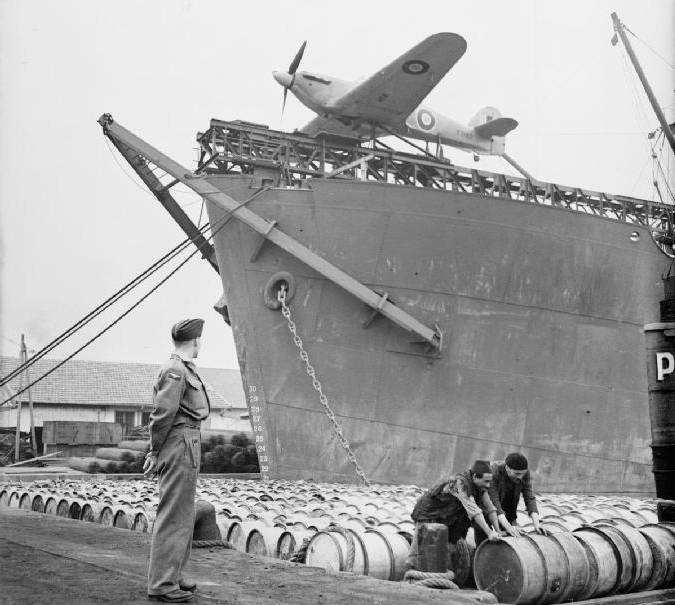
Hawker Sea Hurricane o numerze seryjnym W9182 na katapulcie jednego ze statków handlowych typu CAM ship

Hurricane Mk I zmodyfikowany do wersji „Hurricat”, który był przenoszony na statkach handlowych typu CAM i wystrzeliwany z katapulty w razie zagrożenia z powietrza. Samolot taki nie miał możliwości powrotu na statek i mógł lądować tylko na zwykłym lotnisku, jeśli znajdował się wystarczająco blisko lądu. W przeciwnym razie pilot wyskakiwał z maszyny na spadochronie i był podejmowany z wody przez załogę statku. Pierwsze udane zastosowanie bojowe miało miejsce 2 sierpnia 1941.
Do zadań Hurricat stosowano wysłużone maszyny z dywizjonów myśliwskich.

### Sea Hurricane Mk IB
Wersja samolotu Hurricane Mk I służąca jako myśliwiec pokładowy, wyposażona zarówno w zaczepy do katapulty, jak i hak do liny hamującej, umożliwiające start i lądowanie na lotniskowcach lub statkach typu MAC. Jednostek tego typu, będących statkami handlowymi wyposażonymi w krótki pokład startowy, używano od października 1941 roku. Pierwszy samolot przebudowano na Sea Hurricane IB w marcu 1941, pomiędzy majem a październikiem 1941 powstała seria 120 sztuk. Samoloty te, oprócz standardowej wersji Mk I, w rzeczywistości pochodziły z wszystkich lądowych wersji uzbrojone w karabiny maszynowe (Mk IIA, IIB, X, XI i XII).

### Sea Hurricane Mk IC
Maszyna typu Mk I z silnikiem Merlin III, wyposażona w uchwyty do katapulty, hak do liny hamującej i skrzydła samolotu Hurricane Mk IIC z czterema działkami 20 mm. Prędkość maksymalna wynosiła 476 km/h. Używane były od lutego 1942 roku.

### Sea Hurricane Mk IIC
Wersja pokładowa powstała z adaptacji samolotów Hurricane Mk IIC, wyposażona w morską aparaturę radiową, zaczepy do katapulty i hak do lądowania. Silnik RR Merlin XX. Ponad 400 zmodyfikowano do początku 1944 roku.

### Kanadyjskie Hurricane’y wersji Mk X do Mk XV
W kanadyjskich zakładach Canadian Car & Foundry Corp. wyprodukowano ponad tysiąc maszyn Hurricane w następujących wersjach:
- Hurricane I – odpowiadał brytyjskiemu Mk I, z silnikiem Merlin III – 40 egzemplarzy[24]
- Hurricane X – amerykański silnik Packard Merlin 28 o mocy 1390 KM – 489 egzemplarzy, większość wykonana lub zmodyfikowana z uzbrojeniem odpowiadającym wersjom Mk IIB lub IIC[24]
- Hurricane XI – uzbrojenie odpowiadające wersji Mk IIB, a Mk XIB: wersji Mk IIC – 150 egzemplarzy[25]
- Hurricane XII – amerykański silnik Packard Merlin 29 o mocy 1300 KM – 248 egzemplarzy[24]
- Sea Hurricane Mk XIIA – wersja morska Mk XII, 8 karabinów maszynowych[24]

## Służba

### Lotnictwo brytyjskie
Pierwsze cztery Hurricane zostały dostarczone do 111. dywizjonu (ang. squadron) RAF w Northolt 25 grudnia 1937 roku, a oficjalną datą rozpoczęcia przezbrojenia był 1 stycznia 1938 roku. Możliwości samolotu zostały rozpropagowane przez dowódcę dywizjonu S/L J. Gillana, który 10 lutego przeleciał z Turnhouse koło Edynburga do Northolt ze średnią prędkością 658 km/h (408,75 mph), wykorzystując silny wiatr z tyłu, przy czym silnik nie zawiódł mimo utrzymywania wysokich obrotów. Jako drugi samoloty Hurricane otrzymał 3. dywizjon w  Kenley, lecz okazało się, że lotnisko to miało za krótki pas i dywizjon następnie wyposażono z powrotem w dwupłatowe Gloster Gladiatory. W maju 1938 roku Hurricane otrzymał 56. dywizjon z North Weald. Przez to, w czasie kryzysu sudeckiego we wrześniu RAF miał tylko dwa operacyjne dywizjony Hurricane (kilka dalszych w trakcie przezbrajania), a pod koniec 1938 roku – pięć operacyjnych dywizjonów.
W chwili wybuchu II wojny światowej we wrześniu 1939 roku na Hurricane było przezbrojonych ogółem 15 dywizjonów, w tym dwa rezerwowe (1, 3, 32, 43, 46, 56, 73, 79, 85, 87, 111, 151, 213, 501, 504). Cztery z nich zostały wysłane po wypowiedzeniu wojny do Francji: 85. i 87. w ramach komponentu lotniczego Brytyjskich Sił Ekspedycyjnych (BEF), a 1. i 73. w ramach  Wysuniętych Uderzeniowych Sił Lotniczych (AASF, Advanced Air Striking Force). Hurricane były najnowszymi myśliwcami brytyjskimi wysłanymi do Francji. Na etapie „dziwnej wojny” do chwili niemieckiego ataku na zachodzie myśliwce stacjonujące we Francji i Wielkiej Brytanii zajmowały się jednak głównie patrolami i okazjonalnym zwalczaniem niemieckich samolotów rozpoznawczych. 30 października 1939 roku Hurricane z 1. dywizjonu zestrzelił jako pierwszy Dorniera Do 17P nad Toul. 
46. dywizjon został przy pomocy lotniskowca HMS „Glorious” przebazowany 25 maja 1940 roku do Norwegii, gdzie walczył w rejonie Narviku od 28 maja do 7 czerwca, kiedy zapadła decyzja o ewakuacji personelu. Zamiast porzucić sprzęt, dowódca S/L Cross zdecydował, że piloci RAF podejmą bez praktyki w tym zakresie próbę lądowania na lotniskowcu „Glorious”. Udało się to wszystkim 10 samolotom, ale w drodze powrotnej „Glorious” został zatopiony przez niemieckie pancerniki, przy czym zginęła większość załogi i personelu (wśród uratowanych był dowódca dywizjonu i jeden pilot).

### Finlandia
Po wybuchu wojny zimowej Finlandia zamówiła 12 Hurricane’ów, z czego dostarczono 11 w lutym 1940 roku, już pod koniec wojny. Były następnie używane przez lotnictwo fińskie przeciw ZSRR podczas wojny kontynuacyjnej.